# Großsteingrab Schrum
Das Großsteingrab Schrum war eine megalithische Grabanlage der jungsteinzeitlichen Trichterbecherkultur in Schrum im Kreis Dithmarschen, Schleswig-Holstein. Es trägt die Sprockhoff-Nummer 141 und die Fundplatznummer Schrum LA 11. Das Grab wurde Mitte des 20. Jahrhunderts zerstört.

## Lage
Das Grab befand sich südlich von Schrum, etwa 75 m östlich der Dorfstraße.
In der näheren Umgebung gab es ursprünglich mehrere weitere megalithische Grabanlagen. In Schrum gibt es einen weiteren Fundplatz (LA 16), bei dem es sich um ein Langbett gehandelt haben könnte. Der ehemalige Hügel zeichnet sich nur noch als Verfärbung im Boden ab. Hier wurden Feuerstein-Geräte und verbrannter Feuerstein gefunden. Aus dem südlich von Schrum gelegenen Arkebek sind mehrere zerstörte Großsteingräber bekannt.

## Forschungsgeschichte
Im August 1934 wurde das Grab von Ernst Sprockhoff für seinen Atlas der Megalithgräber Deutschlands vermessen. 1961 wurde es von ihm als ausgegangen geführt. Der genaue Zeitpunkt der Zerstörung ist unbekannt.

## Beschreibung
Diese Anlage besaß einen ostsüdost-westnordwestlich orientierten Langhügel ohne steinerne Umfassung mit einer Länge von 35 m und einer Breite von 16 m. Der Hügel enthielt eine kleine Grabkammer, die Ernst Sprockhoff als Steinkiste, Hauke Dibbern hingegen als vermutlichen erweiterten Dolmen klassifizierte. Sprockhoff konnte 1934 noch zwei Wandsteinpaare an den Langseiten und einen Abschlussstein an einer Schmalseite feststellen. Ein Wandstein war nach innen verschoben, die anderen Steine standen noch in situ. Der zweite Abschlussstein sowie der oder die Decksteine fehlten. Die Kammer hatte eine Länge von 1,6 m und eine Breite von 1,2 m. Zu ihrer Orientierung liegen keine Angaben vor.